# Halfway (Missouri)
Halfway – wieś w Stanach Zjednoczonych, w stanie Missouri, w hrabstwie Polk.